# Siaka Bagayoko
Siaka Bagayoko (né le 4 juillet 1998) également connu sous le nom de Chato, est un défenseur malien.
En 2024, il signe à l'AS Vita Club.